# 미하마료쿠엔역
미하마료쿠엔역(일본어: 美浜緑苑駅, みはまりょくえんえき)은 일본 아이치현 지타군 미하마정에 위치한 나고야 철도 지타 신선의 철도역이다. 역 번호는 KC 21이며, 단선 승강장 1면 1선의 구조를 갖춘 지상역이다.

## 이용 현황
- 2013년 기준 : 526명

## 역 주변
- 스기모토 미술관

## 역사
- 1987년 4월 24일 : 개업. 개업 당시부터 무인역이었으며, 당초는 일부 보통 열차가 통과하고 있음.
- 2007년 7월 14일 : 트랜 패스 도입.
- 2011년
  - 2월 11일 : IC 카드 승차권 manaca 사용 개시.
  - 3월 26일 : 전 열차 정차역으로 됨. 하루 정차 대수가 1대 감소.
- 2012년 2월 29일 : 트랜 패스 사용 종료.

## 인접 역
| 나고야 철도 지타 신선    | 나고야 철도 지타 신선 | 나고야 철도 지타 신선        |
| ------------------------ | --------------------- | ---------------------------- |
| KC 20 가미노마 후키 방면 | ■ 지타 신선           | 지타오쿠다 KC 22 우쓰미 방면 |